# Abutiu
El gos egipci Abutiu (AFI: ʔ-bwit-ʔew), a vegades transcrit com a Abuwtiyuw (mort abans del 2280 aC), és un dels animals domèstics més antics dels quals s'ha conservat el nom. Es creu que fou un gos guardià reial que visqué durant la Dinastia VI (2345-2181 aC) i fou inhumat a la Necròpolis de Guiza en una cerimònia sumptuosa per ordre d'un faraó desconegut.
L'octubre del 1935, l'egiptòleg George A. Reisner descobrí una làpida que detallava els obsequis que el faraó havia ofert per al funeral d'Abutiu. Sembla que la làpida formava part de les restes incorporades a l'estructura d'una mastaba de la Dinastia VI després de l'enderrocament de la capella funerària de l'amo d'Abutiu, que probablement havia estat la seva ubicació original. La tauleta, feta de pedra calcària blanca, mesura 54,2 × 28,2 × 23,2 cm i la seva inscripció consisteix en deu columnes de jeroglífics separades per línies verticals.
Sembla que Abutiu era un llebrer, una raça de gos caçador de fesomia lleugera semblant a un llebrer anglès, amb les orelles erectes i la cua arrissada. La tomba en la qual es descobrí la seva tauleta es troba al Cementiri G2100 del Camp Occidental de Guiza, a prop de la cara occidental de la Gran Piràmide de Guiza (Piràmide de Kheops).

## Context

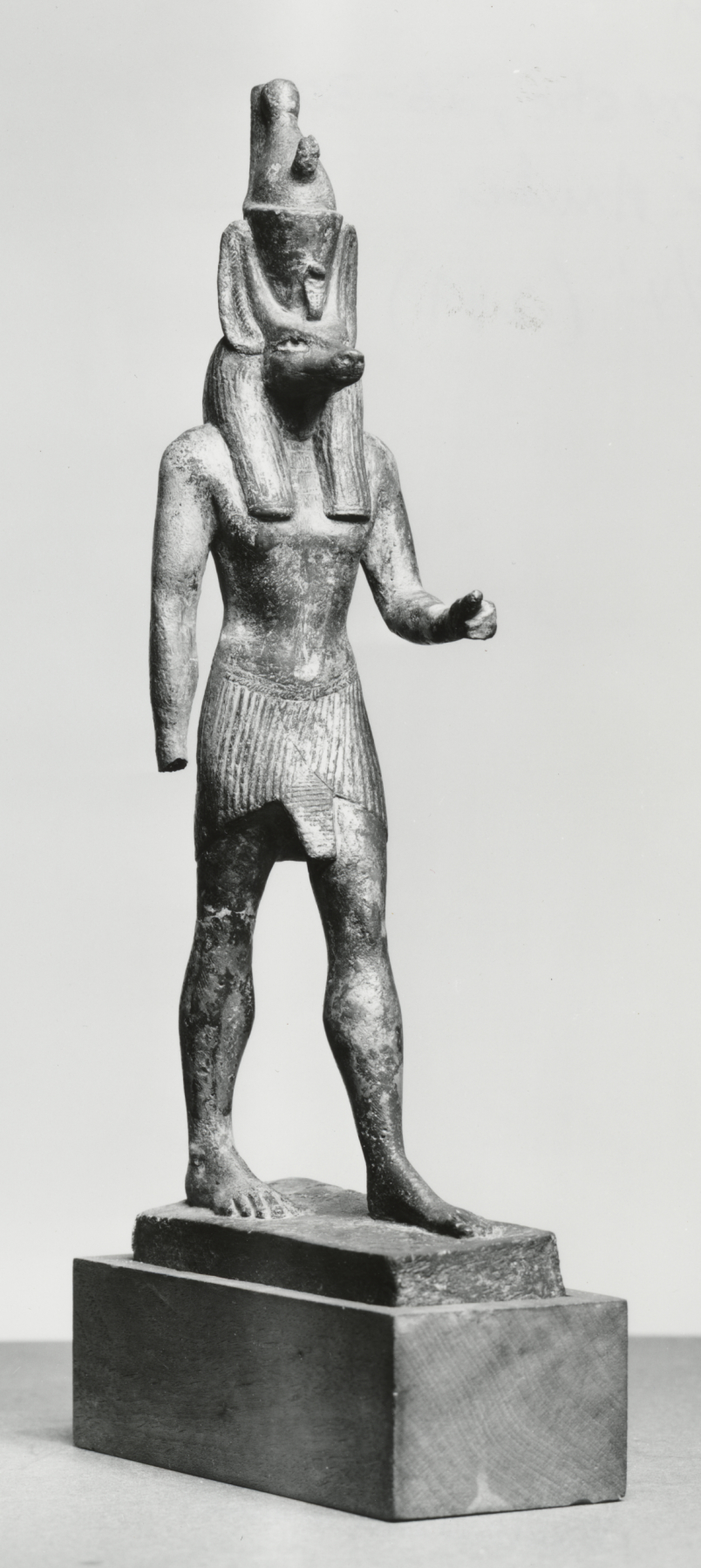
Estàtua d'Anubis

Heròdot comenta que a l'antiga Pèrsia els gossos eren animals protegits i molt apreciats durant la seva vida. Fonts de l'antiga Grècia indiquen que a l'antic Egipte els gossos eren tractats amb el mateix respecte que a Pèrsia, car sovint eren momificats i inhumats a les tombes familiars després de la seva mort. Els antics egipcis i altres pobles de l'Orient Pròxim creien que els gossos eren animals espirituals, igual que els humans, i que «sovint [estaven] associats a determinades deïtats i els poders que exerceixen». Algunes de les necròpolis de les primeres dinasties contenen tombes de gossos, juntament amb dones i servidors de la casa reial. El cementiri d'Ascaló, al Districte del Sud d'Israel és possiblement el cementiri caní més ben documentat del món antic, però s'han trobat multituds de mòmies canines a molts jaciments d'arreu d'Egipte, incloent-hi Roda (Alt Egipte), Tebes, Abidos i prop de Maghagha.
Els antics egipcis momificaven moltes espècies i animals, des de gats i gaseles fins a cocodrils, babuïns i ocells. En general, moltes espècies d'animals es consumien com a aliment després de la seva mort, però és molt improbable que fos el cas dels gossos. Les radiografies de gossos exhumats del món antic han revelat que el procés de momificació incloïa embolicar els ossos embalsamats amb benes i posar-los dins una estàtua de fusta d'Anubis, el déu de cap de xacal associat a la momificació i el més enllà en la religió de l'antic Egipte.

## Descobriment
L'única font coneguda que documenta l'existència d'Abutiu és una làpida que podria haver vingut de la capella funerària del seu amo. Sembla que la tauleta formava part de les restes reutilitzades per construir una nova tomba, una mastaba de la Dinastia VI, cap al 2280 aC, després de l'enderrocament de la capella. Fou descoberta el 13 d'octubre del 1935 per l'egiptòleg George A. Reisner, en el marc d'una expedició conjunta de la Universitat Harvard i el Museu de Belles Arts de Boston, i retirada de la necròpolis quatre dies més tard.
La troballa fou registrada pel fotògraf principal de l'expedició, Mohammedani Ibrahim, que prengué més de 9.321 imatges de gran format en plaques de vidre durant les expedicions de Reisner. Actualment, la tauleta es conserva al Museu Egipci del Caire (número d'inventari JE 67573).
No s'ha trobat ni la tomba ni la mòmia del gos. La tomba on es descobrí la tauleta es troba al Cementiri G2100 del Camp Occidental de Guiza, a prop de la cara occidental de la Gran Piràmide de Guiza (Piràmide de Kheops). La tauleta, feta de pedra calcària blanca, mesura 54,2 × 28,2 × 23,2 cm i la seva inscripció consisteix en deu columnes de jeroglífics separades per línies verticals. Es pot veure part d'una corretja al cantó superior dret, cosa que suggereix que la tauleta mostrava Abutiu amb el seu amo.
El text de la inscripció, traduït per Reisner, descriu els obsequis oferts pel faraó en ocasió del funeral d'Abutiu:
| « | El gos que feia de guardià de sa Majestat, Abutiu és el seu nom. Sa Majestat manà que fos enterrat [ceremonialment i] que se li donés un taüt del tresor reial, grans quantitats de lli fi [i] encens. Sa Majestat [també] li oferí un ungüent perfumat i [ordenà] que les colles de pedrers li construïssin una tomba. Sa Majestat ho feu perquè ell [el gos] pogués ser Honrat [davant del gran déu, Anubis]. | » |

## Interpretació

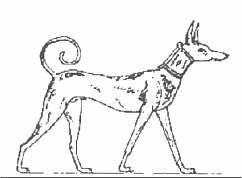
Imatge d'un gos tesem de la tomba d'Antef II, ca. 2065 aC

A l'antic Egipte era habitual enterrar els gossos, però Abutiu fou inhumat en una cerimònia particularment sumptuosa, honor que normalment es reservava a les persones de classe alta. Els obsequis del faraó suggereixen que el cadàver d'Abutiu fou momificat, com se solia fer amb els humans en aquell període, sota la creença que la seva inhumació cerimonial facilitaria el pas del ka del difunt al més enllà.
No s'han trobat imatges d'Abutiu, però el text s'hi refereix com a Ṯsm (tesem), una raça de gos de caça semblant al llebrer anglès que tenia les orelles erectes i la cua arrissada. Els tesems apareixen en il·lustracions predinàstiques, cosa que en fa una de les races de gossos més antigues conegudes, i continuaren sortint en imatges al llarg de la història de l'antic Egipte. Segons Reisner, el nom Abutiu no es pot traduir completament, però conjecturà que bw (bu) és una onomatopeia del lladruc d'un gos, car és un component lèxic que sovint forma part de noms de gossos de l'antic Egipte. Edward C. Martin Jr. sosté que el nom significa ‘d'orelles puntegudes’, hipòtesi que encaixaria amb la descripció del tesem.